# هارولد إتش هيلي جونيور
هارولد إتش هيلي جونيور (بالإنجليزية: Harold H. Healy, Jr.)‏ هو محامي أمريكي، ولد في 27 أغسطس 1921، وتوفي في 4 مارس 2007.